# Green Dragons
Green Dragons (slovensko Zeleni zmaji) so ljubljanska navijaška skupina, ki je bila ustanovljena leta 1988, prva tekma navijaške skupine je bila jeseni tega leta proti NK Priština, tedaj se je prvič tudi pojavil transparent z imenom »Green Dragons«. V prvih letih so bili prisotni le na nogometnih tekmah NK Olimpija, v začetku devetdesetih let pa so začeli obiskovati tudi hokejske tekme HK Olimpija in košarkarske tekme KK Olimpija.
Po uvrstitvi NK Olimpija v prvo jugoslovansko ligo se je skupina začela večati. Pojavljali so se vedno novi transparenti, organizirale so se podružnice (Črnuče, Bežigrad, Šiška, Vič), bližali pa so se tudi derbiji s klubi velike četverice (Crvena Zvezda, Partizan, Hajduk in Dinamo). Ob osamosvojitvi Slovenije so se preusmerili v lokalno okolje.
So ena od dveh večjih nogometnih navijaških skupin v Sloveniji, druga pa je njihov tradicionalni tekmec Viole Maribor.